# Bisdom Propriá
Het bisdom Propriá (Latijn: Dioecesis Propriensis) is een rooms-katholiek bisdom met als zetel Propriá, in Brazilië. Het bisdom is suffragaan aan het aartsbisdom Aracaju.

## Geschiedenis
Het bisdom werd opgericht op 30 april 1960, uit delen van het bisdom Aracaju. 

## Parochies
Het bisdom had in 2021 een oppervlakte van 8.181 km2 en telde 355.800 inwoners waarvan 77,3% rooms-katholiek was.

## Bisschoppen
- José Brandão de Castro (25 juni 1960 - 30 oktober 1987)
- José Palmeira Lessa (30 oktober 1987 - 6 december 1996)
- Mário Rino Sivieri (18 maart 1997 - 25 oktober 2017)
- Vítor Agnaldo de Menezes (25 oktober 2017 - heden)

Aracaju (aartsbisdom) · Estância · Propriá